# Такса

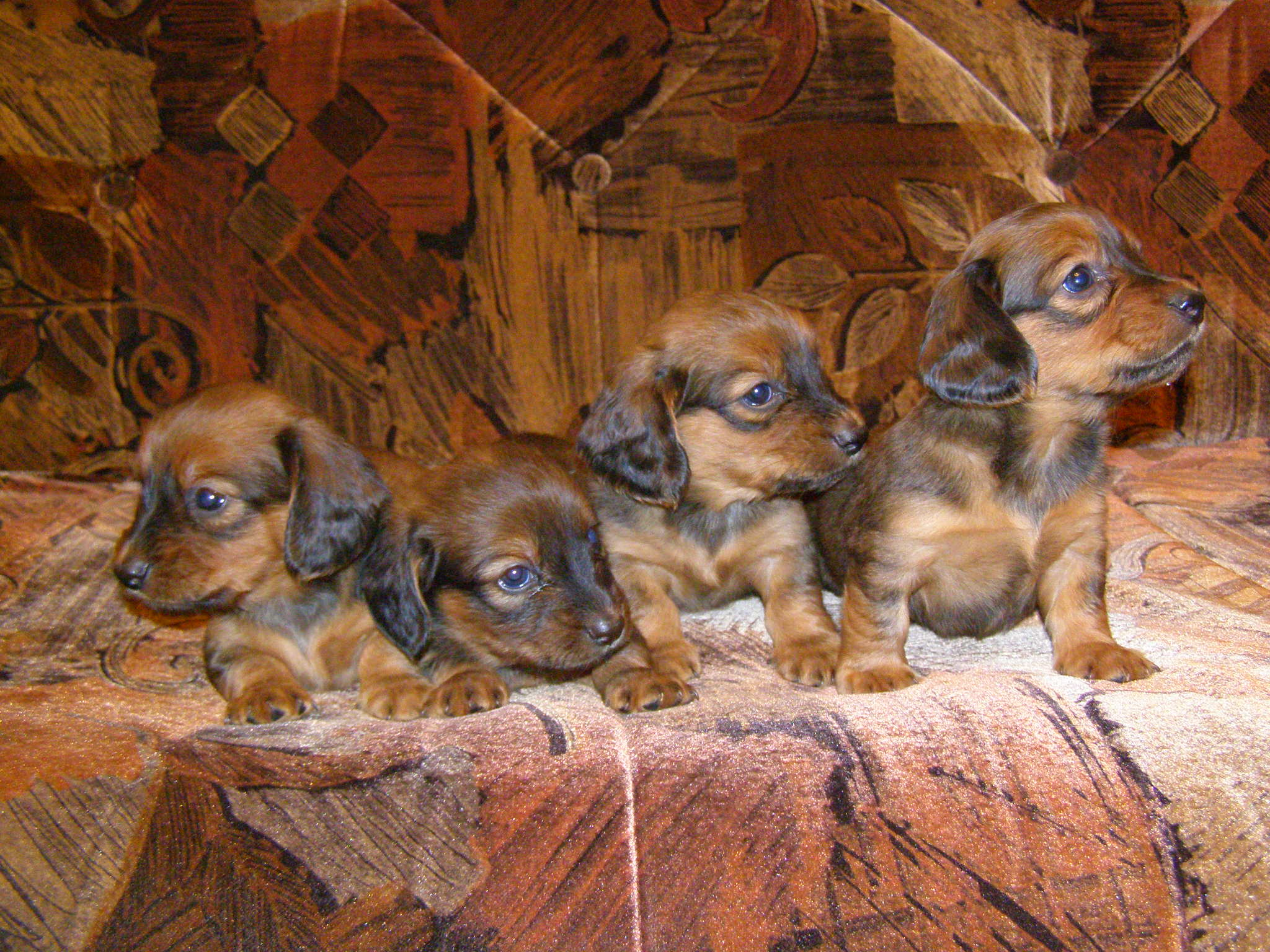
Цуценята довгошерстої такси

Такса або даксгунд (нім. Dachshund, МФА: [ˈdaks.hʊnt] — «борсучий собака», або я́мник — порода мисливських норних собак, що вирізняється короткими лапами й довгим тулубом. Завдяки своїй характерній зовнішності такса стала героєм багатьох жартів та мультфільмів.

## Походження
Такси походять від німецьких гончих собак. Порода була виведена в Німеччині в XVI столітті для полювання на борсуків, лисиць та інших нірних тварин, звідки й походить її назва: dachs — «борсук» та hund — «собака». Їхнє довге, приземкувате тіло та короткі, сильні лапи були ідеально пристосовані для того, щоб проникати в нори та виганяти звідти здобич. Вважається, що стандартні такси використовувалися для полювання на борсуків та диких кабанів, тоді як мініатюрні — на лисиць та кролів.
Хоча зображення коротконогих мисливських собак зустрічаються ще в мистецтві Давнього Єгипту, а в працях давньогрецьких істориків, таких як Ксенофонт та Арріан, є описи подібних тварин, цілеспрямоване розведення породи почалося в Німеччині. У XVII—XVIII століттях німецькі лісники та мисливці послідовно розвивали породу, схрещуючи її з тер'єрами та спанієлями для отримання бажаних мисливських якостей та різновидів шерсті.
Перший стандарт породи було прийнято в Німеччині у 1879 році, а в 1888 році було засновано Німецький Текель-клуб (Teckel — народна назва такси в Німеччині). У 1885 році порода була офіційно визнана Американським кінологічним клубом (AKC).

## Опис породи
Згідно зі стандартом породи, такса — приземкувата, розтягнута, але з компактним тулубом собака, з міцним кістяком та рельєфною, «сухою» мускулатурою.
Лапи короткі, причому передні зазвичай масивніші й більш розвинуті, ніж задні, що пов'язано з призначенням такси для роботи в норі. Між пальцями є перетинки. Груди широкі, м'язисті. Лінія спини пряма.
Морда видовжена, з сухою, тонкою носовою кісткою. Спинка носа має бути прямою, злегка вигнутою. Вуха великі, широкі, овальної форми, передній край вуха має бути прилеглим до вилиці. Зуби великі, зубна система дуже розвинута.
Рухи такси мають бути граційними та вправними. Характер дружній, життєрадісний. Темперамент активний, але врівноважений. Це сміливі, розумні та віддані собаки, але можуть бути впертими, що вимагає терпіння при дресируванні.

## Різновиди
Європейські стандарти поділяють такс за розміром на:
- стандартних (до 9 кг, об'єм грудної клітки — від 35 см)
- карликових (до 4 кг, грудна клітка 30-35 см)
- кролячих (до 3,5 кг, грудна клітка — до 30 см).

За типом шерсті такси поділяються на:

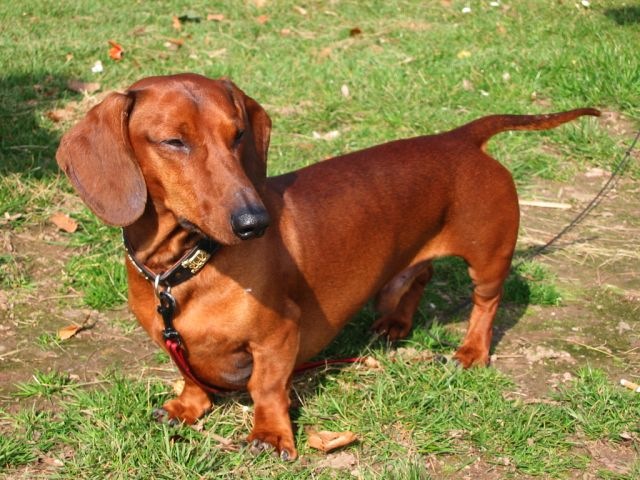
Короткошерста або гладкошерста такса

- Гладкошерсті (коротка, густа, блискуча шерсть).

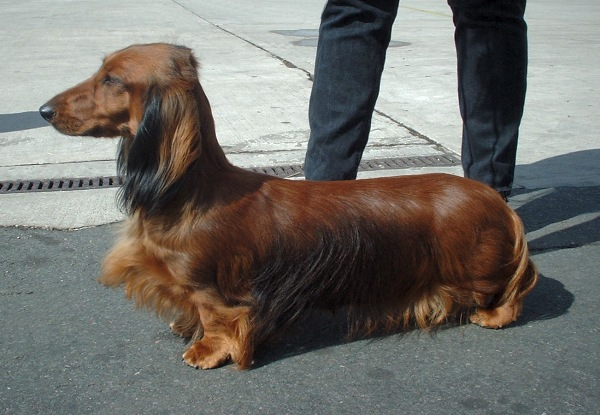
Довгошерста такса

- Довгошерсті (пряма, блискуча шерсть, довша на горлі, вухах та задній стороні ніг). Вважається, що цей тип має більш спокійний характер.

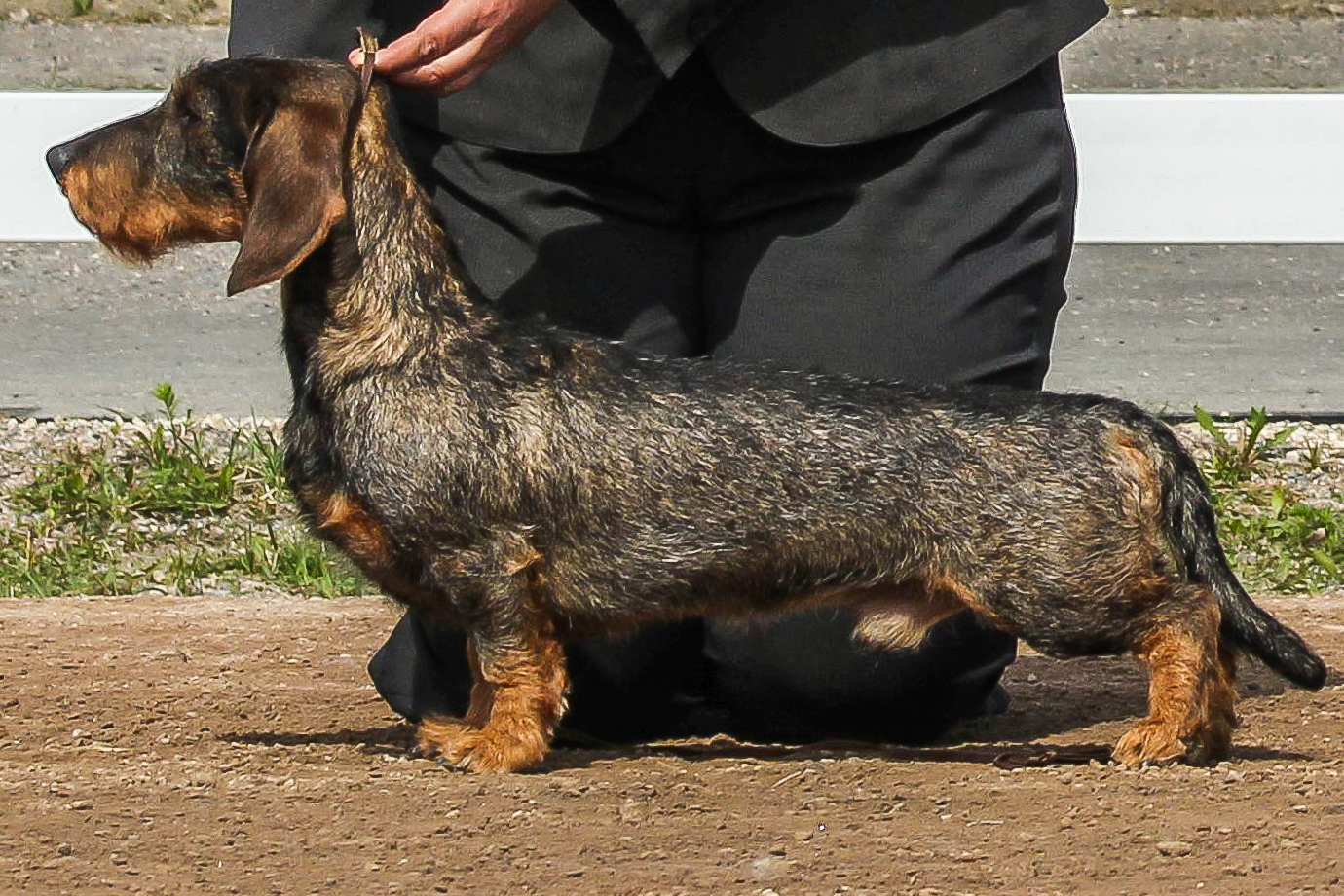
Жорсткошерста такса

- Жорсткошерсті (густа, жорстка зовнішня шерсть з м'яким підшерстком). Цей тип вважається найбільш енергійним[2].

### Забарвлення
- Одноколірні: рудий (від світло-пісочного до червоного дерева).
- Двоколірні: чорний, шоколадний, «ізабелла» (палевий) або сірий («блакитний») з рудими або кремовими підпалинами.
- Плямисті: мармурові (dapple/merle), тигрові (brindle).

## Здоров'я
Такси — це загалом здорова порода з очікуваною тривалістю життя 12-16 років. Однак, через свою унікальну статуру, вони схильні до певних проблем зі здоров'ям, особливо із хребтом.
Найбільш поширеною та серйозною проблемою є захворювання міжхребцевих дисків (IVDD). Через довгий хребет і короткі ноги навантаження на диски збільшується, що може призвести до їх зміщення або розриву. Це може викликати сильний біль, пошкодження нервів і навіть параліч. До 25 % такс страждають від IVDD протягом життя. Власникам рекомендується не дозволяти таксам стрибати з меблів та сходами, а також підтримувати здорову вагу тварини, щоб зменшити навантаження на спину.
Інші можливі проблеми зі здоров'ям включають:
- Ожиріння[4]
- Проблеми із зубами[4]
- Хвороби серця[4]
- Прогресуюча атрофія сітківки (PRA) та інші захворювання очей[4]
- Цукровий діабет[4]

## Полювання
Назва породи («борсучий собака») свідчить, що таксу було виведено в першу чергу для полювання на борсука і лисицю. Таксу запускають у нору, де переховується звір — завданням собаки є знайти звіра, загнати його в глухий кут і сповістити мисливця гучним гавкотом про його місцеперебування. Для того, щоб її гавкіт було чути під землею, такса має гучний та низький голос. Коли мисливці за цим гавкотом визначали місцеперебування звіра, то розкривали нору. Для того, щоб підготувати собаку для полювання, або просто для збереження його мисливських якостей для прийдешніх поколінь, пса водять на притравлювання у штучних норах.

## Популярність та культурний вплив
Такси стабільно входять до числа найпопулярніших порід у світі. У 2023 році вони посіли 6-те місце за популярністю в США за даними Американського кінологічного клубу.
Такси залишили помітний слід у культурі:
- Мистецтво: Художник Енді Воргол часто зображував своїх двох такс, Арчі та Амоса, у своїх роботах[6]. Пабло Пікассо також був власником такси на ім'я Ламп, яка стала його музою[6].
- Маскоти: Такса Вальді була першим офіційним талісманом Літні Олімпійські ігри 1972 в Мюнхені.
- Знамениті власники: Серед відомих власників такс були Королева Вікторія, яка сприяла популярності породи у Великій Британії[2], та акторки Елізабет Тейлор і Доріс Дей.